# Байрон Кейти
«Работа» — популярный метод снижения стресса, разработанный Байрон Кэти для решения собственных психологических проблем и имеющий сходство с когнитивно-поведенческими подходами третьей волны (например, терапией принятия и обязательства).

## История создания
Кэти родилась в графстве Стивенс в штате Техас в 1942 году и выросла в Барстоу в штате Калифорния. Ее отец (Родни Рид) был машинистом поезда, а мать (Мэрион Кэмпбелл) домохозяйкой. В 1986 году (когда Кэти было сорок три года) она работала брокером по недвижимости, имела троих детей и была несчастлива в браке со своим вторым мужем. Она, как сообщается, страдала от депрессии, агорафобии, переедания и самолечения кодеином и алкоголем. Она позвонила в свою страховую компанию за помощью и ее направили в Hope House (в настоящее время закрытый женский консультационный центр) в Лос-Анджелесе. После двух недель саморефлексии она, по ее словам, испытала прозрение в своем мышлении, которое дало ей возможность бросить вызов своим привычкам и уменьшить вредные последствия давних убеждений. Она считала прозрение (которое потом стало известно как «Работа») причиной последующей потери веса и других сокращений вредных привычек. Она начала собирать неформальные встречи для обсуждения своей методики, а в начале 1990-х годов начала проводить более формализированные семинары. Семинары в конечном итоге привели к созданию Byron Katie International.

## Содержание
Хотя Байрон Кэти не является признанным специалистом в сфере психологии, ее методику относят к когнитивно-поведенческим подходам третьей волны, суть которого заключается в изучении мыслей, которые приносят человеку проблемы. Методика Кэти направлена не на контроль или изменение мыслей, а на анализ прошлых мыслей и их последствий. В основе ее методики лежит идея, что некоторые тревожащие человека мысли могут не отражать истинного положение дел в реальном мире. Однако вместо борьбы с негативными мыслями Кэти предлагает подвергнуть сомнению их истинность и рассмотреть возможность альтернативных мыслей. В своей методике она выделяет три шага. На первом этапе происходит выявление и фиксация негативной мысли, приводящей к эмоциональным проблемам. В данному случае когнитивным и поведенческим подходам, которые считают негативные мысли главным источником психических расстройств. На втором шаге человек должен ответить на 4 вопроса: соответствует ли мысль окружающей действительности, при положительном ответе задается вопрос об абсолютной уверенности человека в истинности данной мысли, вопрос № 3 оценивает влияние данной мысли на жизнь человека, а четвертый вопрос касается гипотетической жизни человека в случае отсутствия данной мысли. На третьем шаге человек должен пройти через т. н. «переворот», а именно рассмотреть возможность истинности противоположной мысли.
Методика Байрон более популярна среди широкой аудитории по сравнению с академическими подходами. У Кэти есть несколько изданных книг, веб-сайт, а для более углубленного изучения существуют онлайновые мероприятия.

## Критика
Анализу практического применения «Работы» (другое название IBSR, англ. Inquiry-Based Stress Reduction) Байрон Кэти посвящена статья в Journal_of_Clinical_Psychology. Всего существует 17 эмпирических исследований эффективности методики Байрон Кэти (из них 15 независимых). Из них 10 использовали количественные методы, 4 качественные, а 1 имело смешанные методики. В целом авторы отмечают, что хотя некоторые эмпирические исследования зафиксировали положительное влияние методики на психологическое состояние пациентов, однако сами исследования использовали очень несовершенную методологическую базу (например, только три эмпирических исследования использовали RCTs), поэтому вопрос эффективности «Работы» требует дальнейшего изучения.